# Sybra albisparsa
Sybra albisparsa là một loài bọ cánh cứng trong họ Cerambycidae.